# Stefan Grybe
Per Erik Stefan Grybe, född 19 november 1962 i Danderyds församling, Stockholms län, är en svensk barnskådespelare. Han är son till Stig Grybe och bror till Isabella Grybe.

## Filmografi
- 1971 – Niklas och Figuren
- 1972 – Nya hyss av Emil i Lönneberga
- 1972 – Barnen i Höjden (TV-serie)
- 1974 – Rännstensungar
- 1980–1981 – Jul igen hos Julofsson (TV-serie)
- 1982 – Skulden (TV-serie)